# اسلام‌آباد سفلی (پارس‌آباد)
اسلام‌آباد سفلی یک منطقهٔ مسکونی در ایران است که در بخش اسلام‌آباد واقع شده‌است. براساس سرشماری مرکز آمار ایران در سال ۱۳۹۵، اسلام‌آباد سفلی ۱۸۰ نفر جمعیت دارد.